# Ernst Ferdinand Wenzel
Pour les articles homonymes, voir Wenzel.
Ernst Ferdinand Wenzel (Waldorf, près de Löbau, 25 janvier 1808 – Bad Kösen, 16 août 1880) est un pianiste et professeur de piano allemand.

## Biographie
Alors qu'il étudie la philosophie à Leipzig, Wenzel est un élève privé de Friedrich Wieck, le père de Clara Schumann. Felix Mendelssohn l'invite à travailler au conservatoire de Leipzig dès sa fondation, en 1843. Il y enseigne jusqu'à sa mort de nombreux musiciens, notamment Edvard Grieg (à partir de 1858), Rafael Joseffy, William Batchelder Bradbury et Dora Schirmacher ; la plupart des étudiants anglophones. Il est en contact régulier avec de nombreux compositeurs, tels que Robert Schumann et est l'ami de Louis Spohr. Ole Bull le réclamait en tant que professeur ainsi que Carl Loewe, le célèbre compositeur de ballades. Grieg, Johannes Brahms et de nombreux autres lui ont dédié des compositions.
Lors d'un concert, Wenzel éprouve des difficultés avec sa mémoire et abandonne sa carrière de concertiste. Ensuite, il était rarement enclin à jouer, même pour ses étudiants.

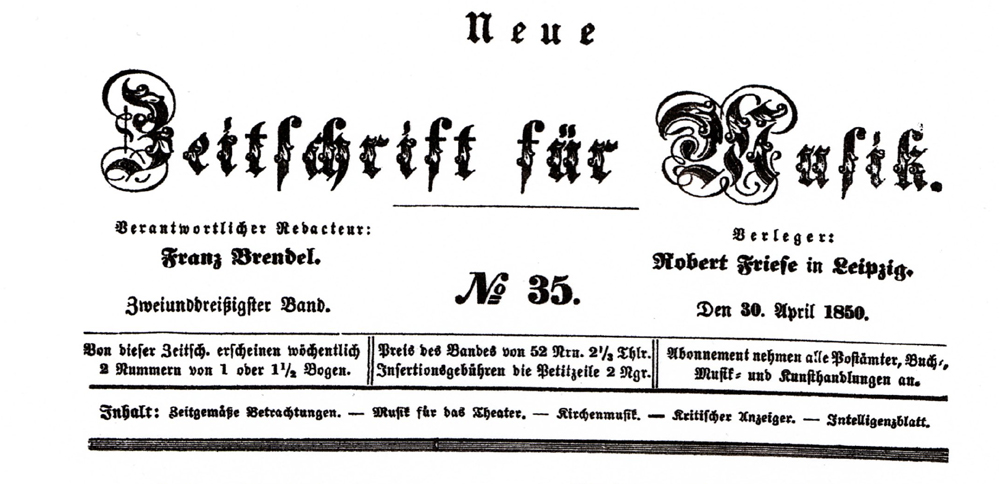
Page de titre de la Neue Zeitschrift für Musik de Leipzig, du 30 avril 1850.

En tant que pédagogue, Wenzel a été contesté. Il pourrait être « plein d'esprit », mais quand il n'était pas satisfait de la l'exécution d'un élève, il avait une tendance à « crier » et à exprimer des « sarcasmes ». Un dictionnaire musical de 1887, le décrit comme « un peu original ».
Wenzel collabore dès sa fondation à la Neue Zeitschrift für Musik. Le Journal est fondé en 1834, par Robert Schumann, Friedrich Wieck et les pianistes Ludwig Schuncke et Julius Knorr.
Wenzel introduit Edvard Grieg auprès de l'éditeur Max Abraham, propriétaire de Peters à Leipzig. Peters ayant ensuite publié la majorité des compositions de Grieg.